# Równouprawnienie (Łotwa)
Równouprawnienie (ros. Равнопра́вие, łot. Līdztiesība) — łotewska partia polityczna opowiadająca się za równouprawnieniem mniejszości rosyjskojęzycznych na Łotwie, sytuuje się na lewej stronie sceny politycznej. 
Partia powstała w 1993 roku jako Ruch Sprawiedliwości Społecznej i Równych Praw na bazie frakcji poselskiej „Równouprawnienie” w Radzie Najwyższej (1990–93). Na jej czele stanęli Tatjana Ždanoka i Siergiej Dimanis. W wyborach z 1993 roku ugrupowanie uzyskało poparcie wśród łotewskich Rosjan i 7 mandatów w parlamencie. Pozostawało w opozycji wobec rządów prawicowych partii łotewskich. W wyborach samorządowych z 1994 i parlamentarnych z 1995 roku działacze „Równouprawnienia” wystartowali z list Łotewskiej Partii Socjalistycznej. Radną Rygi została wówczas m.in. Tatjana Ždanoka, dawna działaczka Interfrontu. 
W 1996 roku „Równouprawnienie” przekształciło się formalnie w partię polityczną – w sejmie VI kadencji (1995–98) reprezentowane było przez 2 posłów. W wyborach samorządowych partia odniosła względny sukces, zdobywając np. 4 miejsca w ryskiej radzie miejskiej. 
W 1998 roku Równouprawnienie weszło wraz z Socjalistyczną Partią Łotwy i Partią Zgody Narodowej w skład sojuszu wyborczego „O Prawa Człowieka w Zjednoczonej Łotwie”. Koalicja uzyskała 16 miejsc w łotewskim sejmie (Równouprawnienie – 5 z nich), z kolei w wyborach do rady miejskiej Rygi w 2001 roku 13 z 60 mandatów przypadło wspólnej platformie wyborczej (7 z nich – „Równouprawnieniu”). 
W 2002 roku „O Prawa Człowieka...” uzyskało 25 miejsc w sejmie, 8 mandatów z nich przypadło „Równouprawnieniu”. 
Partia reprezentuje socjaldemokratyczne poglądy w kwestiach gospodarczych, w sprawach społecznych opowiada się za większą wrażliwością państwa na los wykluczonych oraz równouprawnieniem mniejszości narodowych poprzez zniesienie restrykcyjnej ustawy o obywatelstwie. Popiera integrację z Unią Europejską, zachowuje sceptyczny stosunek do udziału Łotwy w NATO, opowiada się za powrotem do przyjaznych stosunków z Rosją i Białorusią. 
Na jesieni 2003 roku, po rozpadzie dotychczasowej koalicji z SPŁ i Partią Zgody Narodowej, „Równouprawnienie” i „Swobodny Wybór w ludowej Europie” (Свободный выбор в народной Европе) zjednoczyły się w jedną partię „O Prawa Człowieka w Zjednoczonej Łotwie”. 
Jej organami prasowymi były w latach dziewięćdziesiątych Оппонент i Трибуна оппонента.